# 災害心理学
災害心理学（さいがいしんりがく）は、心理学の中で応用心理学と呼ばれているものの1つ。同じ応用心理学の中でも、教育心理学、産業心理学、犯罪心理学、臨床心理学などに比べると、最近の新しい研究部門。
地震、津波、火山噴火、台風などの自然災害や、火災、爆発、航空機事故や鉄道事故などの人為災害に対する人間の心理、行動的な現われ（恐怖、怯え、不安などの対処行動）など、また、そこからの生還など、行動科学的な指針を含めて、災害と人間心理の関係をめぐるテーマ群を扱う。災害での死別や悲哀（グリーフ）、急性ストレス障害や心的外傷後ストレス障害など、災害の前後の心理の変容や後に残る心の傷（トラウマ）などの分析から、災害の予防、人間的な要因の二次被害拡大の防止も視野に入れる。